# Valea Hranei
Valea Hranei – wieś w Rumunii, w okręgu Sălaj, w gminie Zalha. W 2011 roku liczyła 89 mieszkańców.